# Ruaha
Ruaha nebo také Velká Ruaha popř. Rwaha (anglicky Great Ruaha River) je řeka ve Východní Africe v Tanzanii. Je 700 km dlouhá.

## Průběh toku
Pramení v horách severně od jezera Malawi. Na horním toku teče po dně grabenu a poté hlubokou a úzkou dolinou. Na dolním toku vtéká do nížiny. Překonává mnohé peřeje. Ústí do řeky Rufiji zleva.

## Vodní režim
Vyznačuje se prudkým kolísáním úrovně hladiny.

## Využití
Vodní doprava není možná.